# Ramona Peralba Sala
Ramona Peralba Sala (Gironella, Bergadá, 1904 - San Adrián de Besós, Barcelonés, 16 de mayo de 1939) fue una activista republicana española, obrera textil y militante de la CNT. Fue una de las doce mujeres de la Prisión de Les Corts ejecutadas en el Campo de la Bota por el régimen franquista. Tenía 35 años y fue la única mujer entre los 72 fusilados por juicio militar de la comarca del Berguedà.

## Trayectoria
Terminada la guerra civil con la derrota del Ejército Popular de la República, se inició la dictadura del general Franco con una dura represión contra los vencidos, aplicando metodologías específicas para las mujeres que perdieron todos los derechos y libertades adquiridos durante la República. Se abrió una Causa General y se alentó las delaciones de particulares. Peralba fue señalada como propagandista del desnudismo y de las ideas marxistas. Los informes de la Falange local y de la Guardia Civil afirmaban que era delegada de la FAI en la sección textil de la Colonia Monegal y afiliada a la CNT. También recogían la denuncia de unas vecinas que la acusaban de haber delatado a un hombre, escondido en la casa de la hermana de una de ellas, que fue detenido y hallado muerto en Puigreig. El 27 de mayo de 1939 fue trasladada a la prisión de las Cortes de Barcelona. El 18 de abril compareció delante de un consejo de guerra sumarísimo junto a otras 14 personas de las cuales cinco fueron sentenciadas a muerte, siendo ella la única mujer. Fue fusilada en el Campo de la Bota la madrugada del 16 de mayo de 1939 junto con Salvador Serralta Llorens y Vicens Camprubí Torber, dos alcaldes de Esquerra Republicana de Catalunya (ERC).